# 27 хаљина за венчање
27 хаљина за венчање (енгл. 27 Dresses) амерички је љубавно-хумористички филм из 2008. године, у режији Ен Флечер, по сценарију Алин Брош Макене. Главне улоге глуме Кетрин Хајгл и Џејмс Марсден. Приказан је 10. јануара 2008. године у Аустралији, односно 18. јануара у САД.

## Радња
Џејн (Кетрин Хајгл) је живахна њујорчанка са сјајним послом, савршеним апартманом и колекцијом ружних хаљина за деверуше које никада неће поново обући. Она је толико уплетена у туђе љубавне животе, да ће њена каријера деверуше а никада младе, заинтригирати Кевина (Џејмс Марсден), новинара који ће намирисати добру причу која ће му помоћи да напредује. Џејнин савршено организован живот постаје уздрман након што њена секси млађа сестра (Малин Акерман), допутује из Европе и моментално заведе њеног шефа Џорџа (Едвард Бернс). Природно, Џејн се припрема за још једно венчање, али овог пута са озбиљним проблемом, она је тајно и безнадежно заљубљена у Џорџа.

## Улоге
| Глумац        | Улога              |
| ------------- | ------------------ |
| Кетрин Хајгл  | Џејн Николс        |
| Џејмс Марсден | Кевин Малколм Дојл |
| Малин Акерман | Тес Николс         |
| Џејн Пфич     | Лиса               |
| Едвард Бернс  | Џорџ               |
| Џуди Грир     | Кејси              |
| Мелора Хардин | Морин              |
| Мајкл Зигфелд | Калил              |
| Брајан Кервин | Хал Николс         |
| Молик Панчоли | Трент              |
| Дејвид Кастро | Педро              |
| Кристен Ритер | Џина               |
| Роналд Гатман | Антоан             |